# 馬里奧·勒米納
馬里奧·勒内·儒尼奥尔·勒米納（法語：Mario René Junior Lemina，發音：[maʁjo ləmina]；1993年9月1日—）是加蓬出生的法國職業足球運動員，司職中場，現效力於土超球隊加拉塔沙雷。

## 俱樂部生涯

### 富勒姆
2021年3月7日，勒米納在客場1-0擊敗對手利物浦的比賽中踢進在富勒姆的首次進球，勒米納還幫助富勒姆獲得了在俱樂部歷史上第二次對上利物浦取得勝利。

## 國家隊生涯
利文拿曾被徵召加入加蓬國家足球隊出戰2015年非洲國家盃，但他拒絕了徵召。兩年後，他參加了2017年非洲國家盃。

## 榮譽

### 俱樂部
尤文图斯
- 義大利甲組足球聯賽冠軍：2015-16、2016-17賽季
- 義大利盃冠軍：2015-16、2016-17賽季

## 外部連結
- France Profile （页面存档备份，存于） at FFF
- Soccerway資料庫：馬里奧·勒米納